# لانس ميتشيل
لانس ميتشيل (بالإنجليزية: Lance Mitchell)‏ هو لاعب كرة قدم أمريكية أمريكي، ولد في 9 أكتوبر 1981 في سان فرانسيسكو في الولايات المتحدة.

## وصلات خارجية
- لانس ميتشيل على موقع مرجع كرة القدم المحترفة.كوم (الإنجليزية)